# Fifty Shades of Grey: Original Motion Picture Soundtrack
Fifty Shades of Grey: Original Motion Picture Soundtrack è la colonna sonora del film Cinquanta sfumature di grigio, uscito nel 2015 e adattamento dell'omonimo romanzo.

## Tracce
1. Annie Lennox – I Put a Spell on You – 3:30 (Jay Hawkins)
2. Laura Welsh – Undiscovered – 2:53 (Emile Haynie, Devonte Hynes, Laura Welsh, Amanda Ghost)
3. The Weeknd – Earned It – 4:10 (Abel Tesfaye, Stephan Moccio, Jason "DaHeala" Quenneville, Ahmad Balshe)
4. Jessie Ware – Meet Me in the Middle – 5:08 (David Okumu, Jessica Ware)
5. Ellie Goulding – Love Me like You Do – 4:10 (Max Martin, Savan Kotecha, Ilya Salmanzadeh, Ali Payami, Tove Nilsson)
6. Beyoncé – Haunted (Michael Diamond Remix) – 5:08 (Boots, Beyoncé Knowles)
7. Sia – Salted Wound – 4:30 (Brian West, Gerald Eaton, Sia Furler, Oliver Kraus)
8. The Rolling Stones – Beast of Burden – 3:29 (Mick Jagger, Keith Richards)
9. Awolnation – I'm on Fire – 2:34 (Bruce Springsteen)
10. Beyoncé – Crazy in Love (2014 Remix) – 3:46 (Beyoncé Knowles, Rich Harrison)
11. Frank Sinatra – Witchcraft – 2:51 (Cy Coleman, Carolyn Leigh)
12. Vaults – One Last Night – 3:19 (Barnabas Freeman, Benjamin Vella, Blythe Pepino)
13. The Weeknd – Where You Belong – 4:57 (Abel Tesfaye, Mike Dean, Ahmad Balshe)
14. Skylar Grey – I Know You – 4:58 (Moccio, Holly Hafermann)
15. Danny Elfman – Ana and Christian – 3:24 (Danny Elfman)
16. Danny Elfman – Did That Hurt? – 2:54 (Danny Elfman)